# Пенсо
Пенсо (фр. Pinsot) — коммуна во Франции, находится в регионе Рона — Альпы. Департамент коммуны — Изер. Входит в состав кантона От-Грезиводан. Округ коммуны — Гренобль.
Код INSEE коммуны — 38306. Население коммуны на 2012 год составляло 206 человек. Населённый пункт находится на высоте от 551 до 2858 метров над уровнем моря. Муниципалитет расположен на расстоянии около 490 км юго-восточнее Парижа, 110 км юго-восточнее Лиона, 35 км северо-восточнее Гренобля. Мэр коммуны — Stéphane Vaussenat, мандат действует на протяжении 2014—2020 гг.
Динамика населения (INSEE):